# Defiance Records
Defiance Records war ein deutsches Musiklabel mit Sitz in Köln. Die stilistische Bandbreite der veröffentlichten Bands umfasste vor allem die Genres Hardcore, Post-Hardcore, Post-Punk, Screamo, Alternative Rock und Indie-Rock.
Gegründet wurde das Label 1994 von Lars „Hoffi“ Hoffmann ursprünglich als Hobby in Kassel. 1996 erfolgten der Umzug nach Köln und die Eröffnung eines Plattenladens vor Ort. Eigenen Angaben zufolge war die Veröffentlichung des Pale-Albums Another Smart Move im Jahr 1999 der Sprung in die Professionalität. Neben den Tonträgern selbst unter Vertrag genommener Bands veröffentlichte Defiance Records auch lizenzierte Aufnahmen aus den USA, darunter Coheed and Cambria. Ein gutverkauftes Album lag mit Stand 2002 „so zwischen 3000 und 4000 Stück“, wobei Pale mit 6000 Exemplaren über diesem Wert lagen und bei Künstlern wie Kevin Devine 1000 Exemplare als guter Richtwert galten.

## Veröffentlichungen (Auswahl)
- Alesana – Where Myth Fades to Legend (2008)
- Alexisonfire – Watch Out! (2004)
- The Data Break – Clap! (2006)
- Delorean – Delorean (2004)
- Kevin Devine – Circle Gets the Square (2001)
- Coheed and Cambria – The Second Stage Turbine Blade (2002)
- Engrave – Stealing from Death a few Desperate Moments of Life (2003)
- The Get Up Kids – Two EPs: Red Letter Day and Woodson (Kompilation, 2002)
- Hot Water Music – Forever and Counting (1997)
- Jimmy Eat World – Jimmy Eat World (Kompilation, 2001)
- Miozän – Big Stick Policy (1995)
- New End Original – Lukewarm (Single, 2001)
- Pale – How to Survive Chance (2002)
- Portugal. The Man – The Satanic Satanist (2009)
- Solea – Solea (2004)
- Rocky Votolato – Suicide Medicine (2011)
- Wedekind – The End of My Heartbeat (2003)
- Yage / Engrave – Split (7"-Single, 2000)